# Ravne (gmina Kotor Varoš)
Ravne (cyr. Равне) – wieś w Bośni i Hercegowinie, w Republice Serbskiej, w gminie Kotor Varoš. W 2013 roku liczyła 196 mieszkańców.